# Mirjam Strunk
Mirjam Strunk (* 1974 in Stuttgart) ist eine deutsche Autorin und Theaterregisseurin.

## Werdegang
Mirjam Strunk studierte Angewandte Kulturwissenschaft und Ästhetische Praxis an der Universität Hildesheim und Performance Art an der Hogeschool voor de Kunsten in Utrecht (NL). Seit 1998 konzipiert und realisiert sie interkulturelle und interpretative Theaterprojekte mit Jugendlichen, Ausländern und Senioren. 1998–2000 „Heimathochelf“ und „traumhaft“ mit dem türkisch-deutschen Theaterensemble TDT, Hildesheim. 1999 „the art of observation“, ein Projekt mit Theaterstudenten der Fachhochschule Hildesheim, University of York (UK), Dartington College of arts (UK) und der Hogeschool voor de Kunsten, Utrecht (NL). 2000 Projektkoordination des internationalen Theaterfestival „Theaterformen“ und „Faust I & II“ (Regie: Peter Stein) im Rahmen des Theaterprogrammes der Expo 2000 Hannover GmbH. 2001 Stück- und Regie-Auftrag der 4-teiligen Theatersoap „Neubausiedlung Paradies“ sowie 2002 Regie „Dreier“ von Jens Roselt am Stadttheater Hildesheim. 2004 Regie der internationalen Produktion „work.out.international“ (D, EST, NO, CH) für das europäische Theaterfestival transeuropa 2003, Hildesheim.
Seit der Spielzeit 2005/06 entstanden Arbeiten am Schauspiel Essen. Dort leitete sie den ersten Theaterclub für Menschen ab 60 und entwickelte mit 25 Senioren die Produktion „Alte Helden“. In der Spielzeit 2006/07 inszenierte sie als Co-Regisseurin „Liebe“, ein Projekt mit Jugendlichen aus Essen-Katernberg und den „Alten Helden“ aus der Schauspielproduktion. In der Spielzeit 2007/08 erarbeitete sie mit zehn Menschen aus Birma, Bosnien, Deutschland, Irak, Kongo, Russland, Ruanda und der Türkei den Theaterabend „Flüchtlinge im Ruhestand“, der im März 2008 in der „Casa“ uraufgeführt wurde.
Als Autorin erhielt sie 2004 ein Stipendium der Theaterbiennale in Wiesbaden. Ihr Stück „Harz & Honig“ wurde 2004 beim „Autorenwettbewerb Drama Köln“ mit einer szenischen Lesung prämiert. 2006 schrieb sie für das Theater Aachen „fast wie zu Hause“ und 2006/07 für das Kinder- und Jugendtheater Krefeld „true love – wie viel Liebe kannst du glauben“.